# كيميريا (كسانثي)
كيميريا (Κιμμέρια) هي مدينة في كسانثي في مقاطعة فوريا إلادا في اليونان.